# Ida Lindtveit Røse
Ida Lindtveit Røse (Oppegård, 3 de diciembre de 1992) es una política noruega del Partido Demócrata Cristiano. Desde enero de 2025 es primera vicepresidenta del KrF, y desde octubre de 2023 se desempeña como comisionada del condado de Akershus para empresa, salud pública, deporte y diversidad. Fue ministra interina de Infancia y Familia en el gobierno de Erna Solberg entre junio y agosto de 2020, convirtiéndose a los 27 años en la ministra más joven en la historia de Noruega.

## Biografía

### Primeros años y formación
Nació en Oppegård, Akershus (actual Nordre Follo), el 3 de diciembre de 1992. Estudió en la Universidad de Oslo, donde se graduó en Estudios Europeos en 2014 y obtuvo un máster en Ciencias Políticas.

### Carrera profesional
En 2012 fue pasante en NHO Service y, más tarde, asesora política en la asociación empresarial Abelia (2017–2019). En 2019 trabajó como consultora en la firma First House.

### Trayectoria política

#### Juventud del KrF
Se afilió a la Juventud Demócrata Cristiana, siendo presidenta de la sección de Akershus en 2011–2012. Fue miembro del consejo central de la organización juvenil (2012–2013), vicepresidenta (2013–2015) y presidenta nacional de KrFU entre 2015 y 2017.

#### Política local y regional
Fue concejala en el municipio de Oppegård entre 2011 y 2019. En 2019 fue elegida miembro del consejo regional (fylkesting) de Viken, donde lideró el grupo del KrF hasta 2023.
En octubre de 2023 fue nombrada comisionada del condado de Akershus para empresa, salud pública, deporte y diversidad, dentro del gabinete liderado por Anette Solli.

#### Ministra
Entre el 1 de junio y el 21 de agosto de 2020, fue ministra interina de Infancia y Familia durante la licencia por paternidad de Kjell Ingolf Ropstad. Con menos de 28 años, se convirtió en la ministra más joven de la historia de Noruega.

#### Liderazgo en el KrF
El 22 de abril de 2023 fue elegida segunda vicepresidenta del KrF, tras vencer en votación interna a Jorunn Gleditsch Lossius (98 votos contra 56). En diciembre de 2024 fue designada primera vicepresidenta tras la renuncia de Olaug Bollestad a la presidencia, cargo que asumió oficialmente el 25 de enero de 2025 junto a Dag Inge Ulstein como presidente y Lossius como segunda vicepresidenta.

## Posiciones políticas
Se identifica con el ala liberal del KrF. Ha expresado su apoyo al matrimonio igualitario y a mantener el derecho al aborto hasta la semana 12 de gestación, oponiéndose a ampliarlo más allá. En 2025, propuso aumentar la flexibilidad de la licencia parental para dar más autonomía a las madres en su distribución.

## Vida privada
Está casada con John Anders Lindtveit Røse y tiene tres hijos.